# Les Filles de mon pays (chanson)

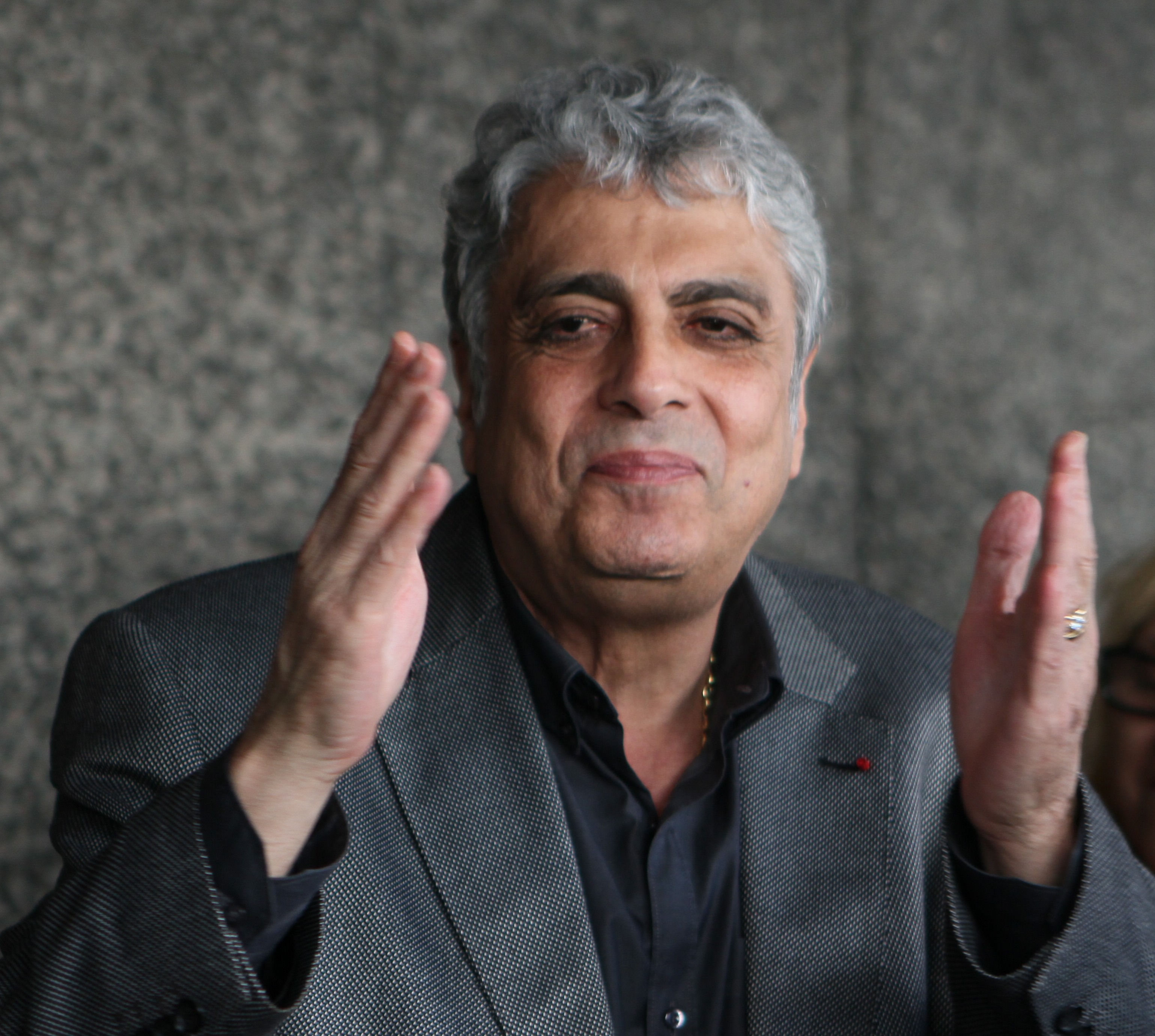
Enrico Macias

Les Filles de mon pays est une chanson d'Enrico Macias, écrite et composée par Pierre Cour et sortie en 1964.

## Historique
Possiblement inspirée par un chant traditionnel juif « Hpkele » (dont la mélodie et le rythme sont semblables), cette chanson se trouve au départ sur la face B d'un 45 tours de 4 titres.
La chanson raconte la demande en mariage faite par un jeune homme auprès des parents de la jeune fille. Mais au-delà de ces paroles considérées par certains comme « désuètes », c'est tout un contexte qui est mis en lumière, celui des pieds-noirs revenus d'Algérie en 1962, à la suite des accords d'Évian et de l'indépendance de l'Algérie.